# Monohelea blantoni
Monohelea blantoni är en tvåvingeart som beskrevs av Lane och Wirth 1964. Monohelea blantoni ingår i släktet Monohelea och familjen svidknott.
Artens utbredningsområde är Panama. Inga underarter finns listade i Catalogue of Life.